# Nezamyslice (okres Klatovy)
Obec Nezamyslice (německy Nesamislitz, též Nezamislitz) se nachází v okrese Klatovy, kraj Plzeňský. Žije zde 202 obyvatel.

## Historie

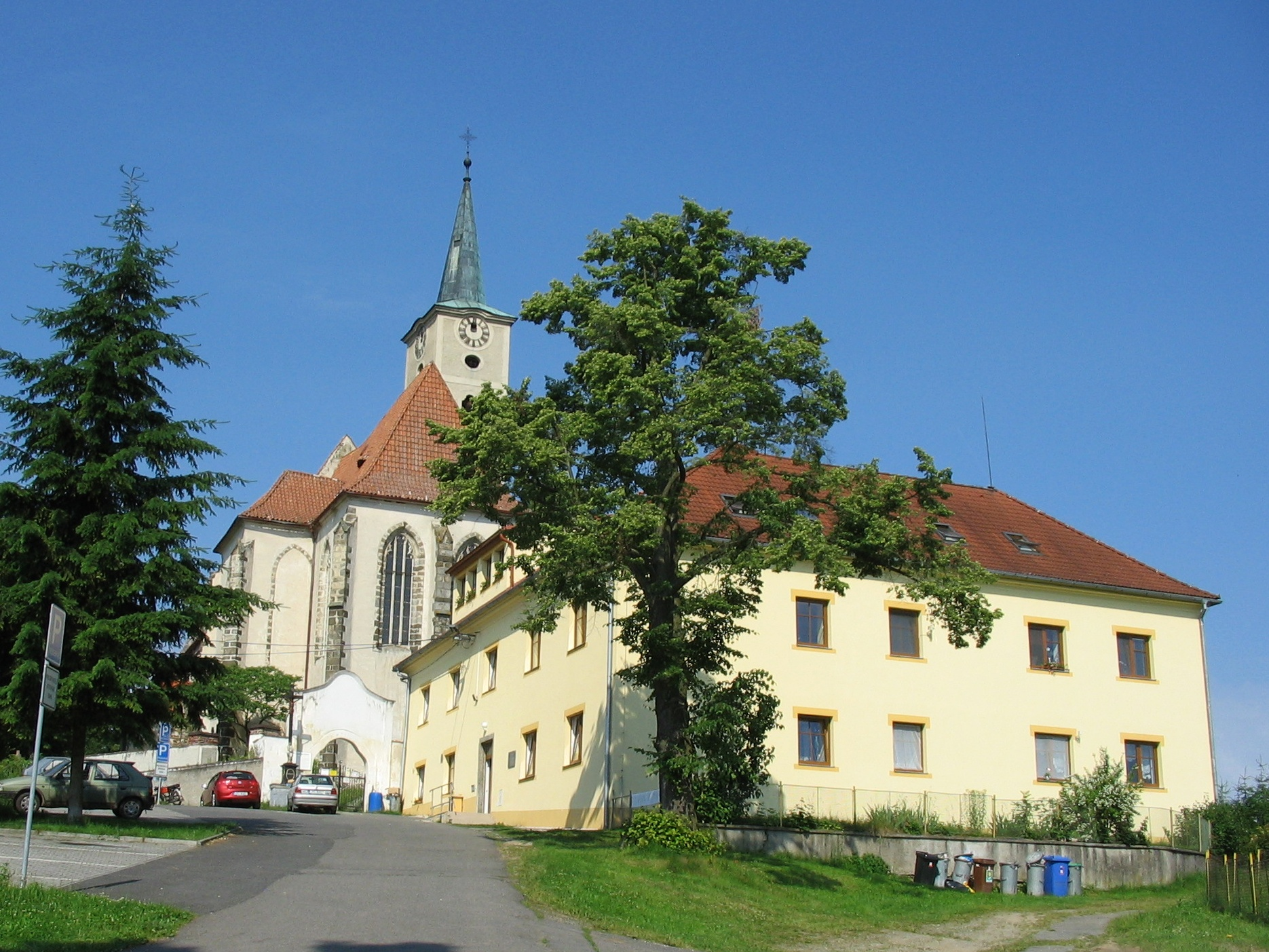
Kostel Nanebevzetí Panny Marie nacházející se na vrchu na severozápadě Nezamyslic

První písemná zmínka o vsi je z roku 1045. Podle zápisů v kronikách je známo, že ves Nezamyslice byla sídlem újezdního kláštera a majetkem Břevnovského kláštera z dob knížete Břetislava I., který ji spolu s dalšími 18 vesnicemi v roce 1045 daroval benediktinskému řádu. Klášteru patřil dvůr v Nezamyslicích a jiný v Žichovicích a na nich usedlí poddaní. Na řece Otavě měl mlýny v Hydčicích o 4 kolech, v Žichovicích o 2 kolech a v Olešovicích o 1 kole, ve Staníkově o 2 mlecích a 2 kolech k rýžování zlata. Klášter plnil svá poslání až do Žižkova prvního tažení na hrad Rabí. Tehdy ho husité vyplenili a sedm nezamyslických mnichů bylo pod hradbami hradu upáleno.
Klášter už pak nikdy nebyl obnoven. Stál v místech, kde je nyní budova bývalé školy. Ve 13. století byl v Nezamyslicích založen farní kostel, příjmy z něhož náležely břevnovskému opatu. Ve 14. století byl přestavěn a podle něho se vsi říkalo „Weisskirche" – Bílý kostel. Roku 1380 byla rovněž přestavěna chrámová loď, sklenutá sklípkovou klenbou, které se také říká diamantová. Patří mezi stavební klenoty architektury, které jsou pouze na dvou místech v Čechách. Po roce 1420 byli majiteli vsi bratři Rýzmberkovi, nato byla připojena k hradu Rabí a roku 1525 odprodána bratrům Švihovským. V 17. století byli majiteli Libštejnští z Kolovrat a od roku 1707 Lamberkové, kteří zde nechali vybudovat rodinný panteon – kapli sv. Erazima.
Její nevídané vnitřní vybavení vytvořil v 19. století řezbář Jan Rint. Odborníci se shodují, že komplex vyřezávaného oltáře s lavicemi a kůrem nemá nikde obdoby a představuje Rintovo vrcholné dílo. V průčelí kaple pod pískovcovou rozetou je umístěn bohatý erb rodu Lamberků. V interiéru kaple je velmi hodnotný soubor novogotických řezeb tj. oltář, empora a nástěnná výzdoba.
Z bájí a pověstí, které se svým obsahem vážou k Nezamyslicím jsou doposud živé tři. První vypráví o stěhování stavby kostela z Hůrek na Bolečín, druhá se zmiňuje o ukrutné řeži Švédů s místními obyvateli v době třicetileté války a poslední seznamuje s krádeži stříbrné rakve dcery kněžny Lamberková zvané „Černá Káča“ z rodinné hrobky pod kaplí sv. Erazima.
Od roku 1980 do roku 1992 byla vesnice částí střediskové obce Žichovic. V roce 1992 na přání občanů byly vypsány volby do obecního zastupitelstva a obec Nezamyslice se stala opět samostatnou.

## Pamětihodnosti
- Kostel Nanebevzetí Panny Marie
- Pohřební kaple svatého Erazima, pohřebiště šlechtického rodu Lambergů
- Fara
- Výklenková kaplička Panny Marie Lurdské
- Křížek u silnice na Frymburk
- Pamětní deska na budově bývalé školy, kterou navštěvoval Karel Klostermann v letech 1854-1855. Škola je přestavěná k obytným účelům.
- soška Madony Nezamyslické - polychromovaná dřevořezba z první poloviny 15. století

## Rodáci
Marie Helmová (1955–2017), středoškolská učitelka, zakladatelka Sluníčkové sbírky na finanční                                        podporu Nadace pro transplantaci kostní dřeně

## Zajímavosti
Madoně Nezamyslické byla zasvěcena 23. kaple Svaté cesty z Prahy do Staré Boleslavi, která byla založena v letech 1674–1690.

## Galerie

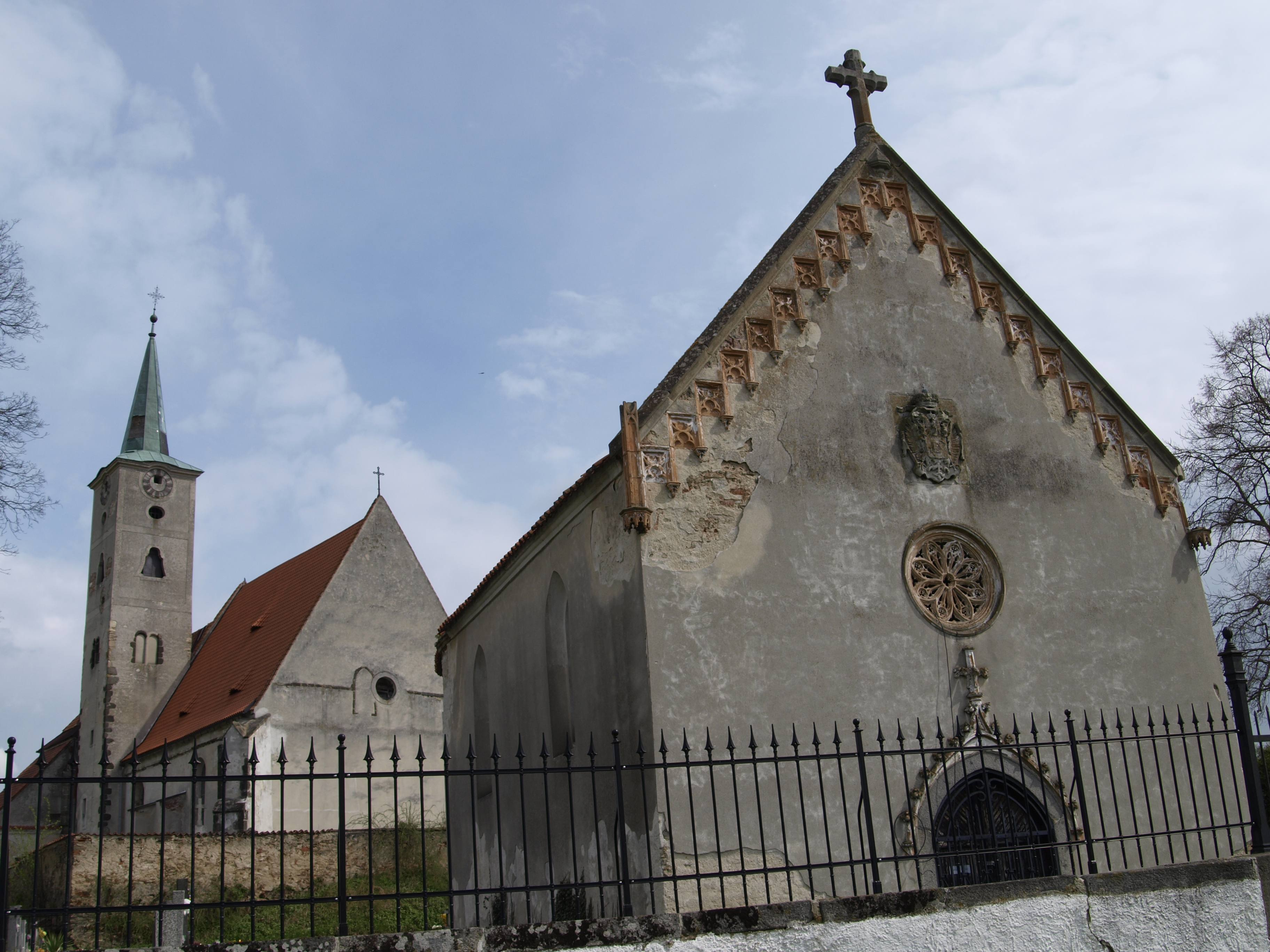
Kaple sv. Erazima a kostel Nanebevzetí Panny Marie
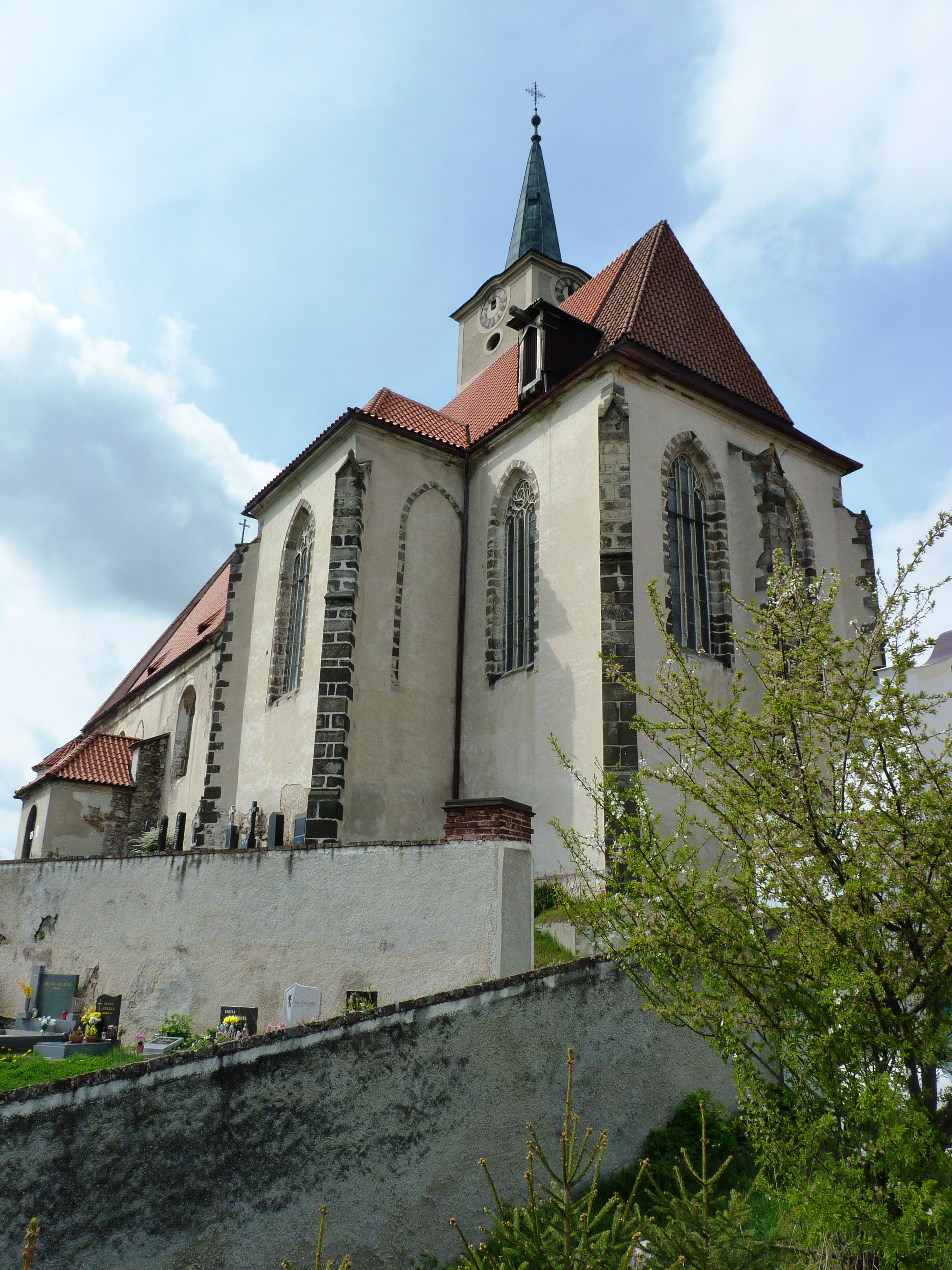
Kostel Nanebevzetí Panny Marie
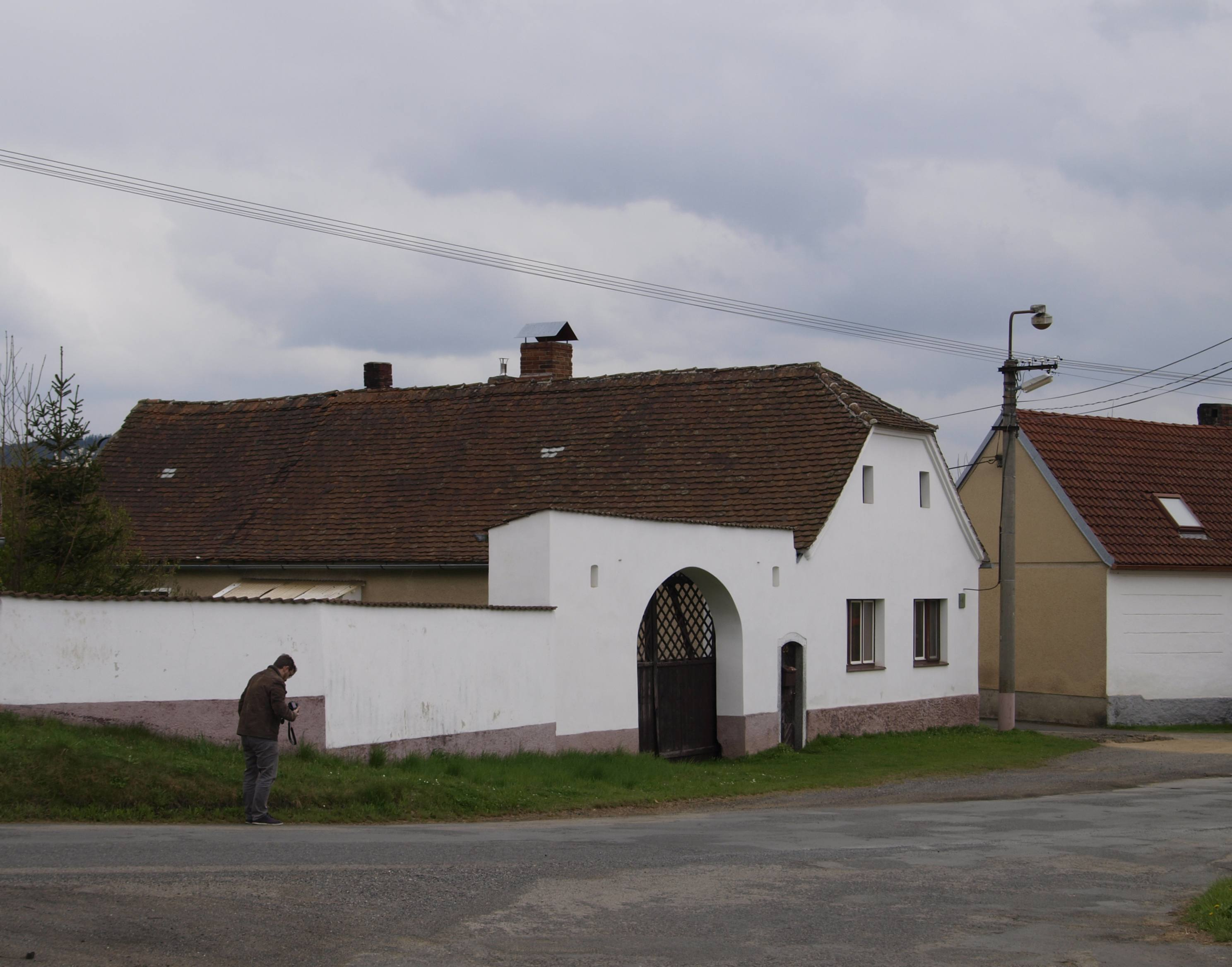
Místní dům
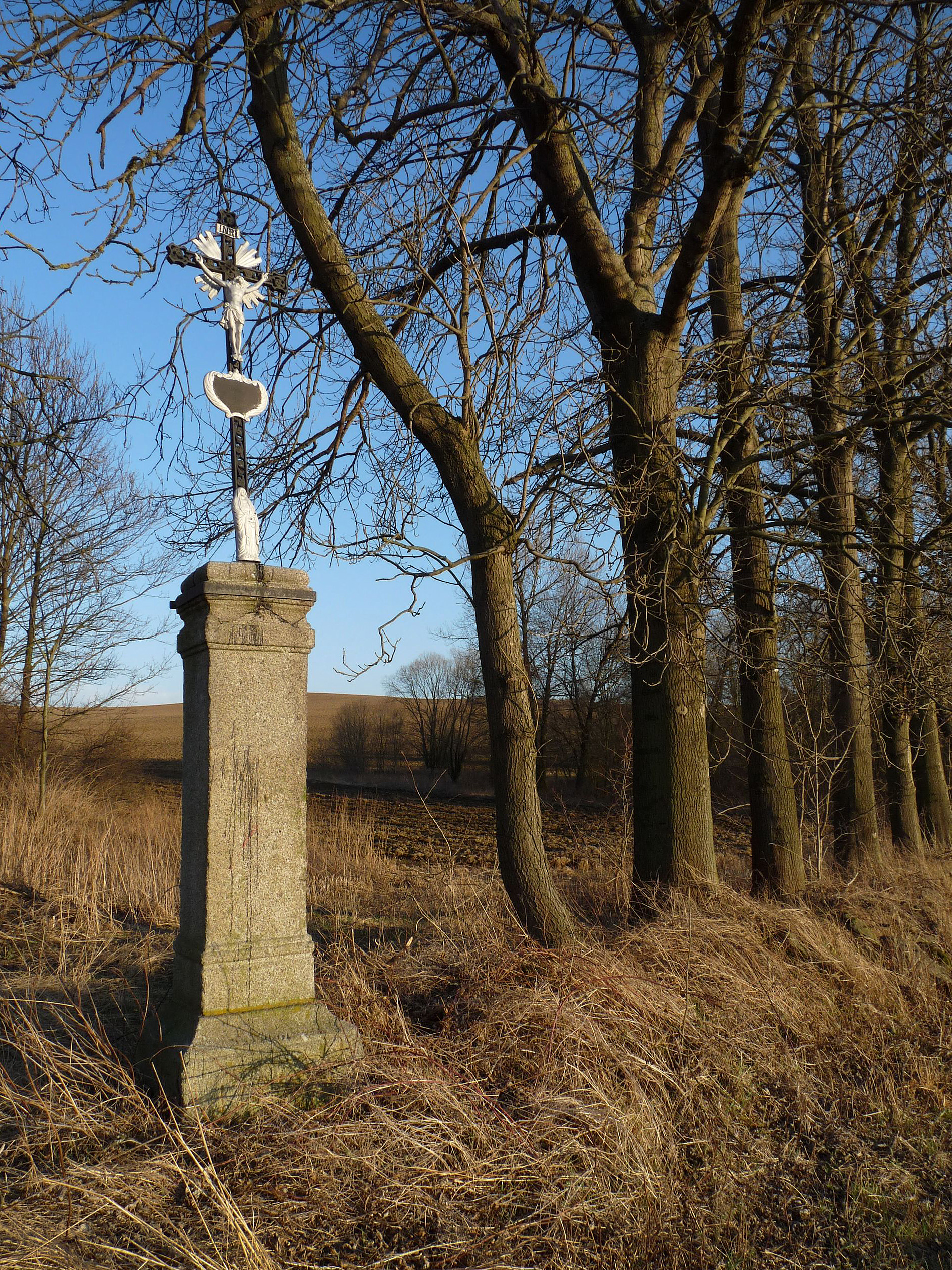
Křížek